# Briefmarken-Jahrgang 1977 der Deutschen Bundespost Berlin

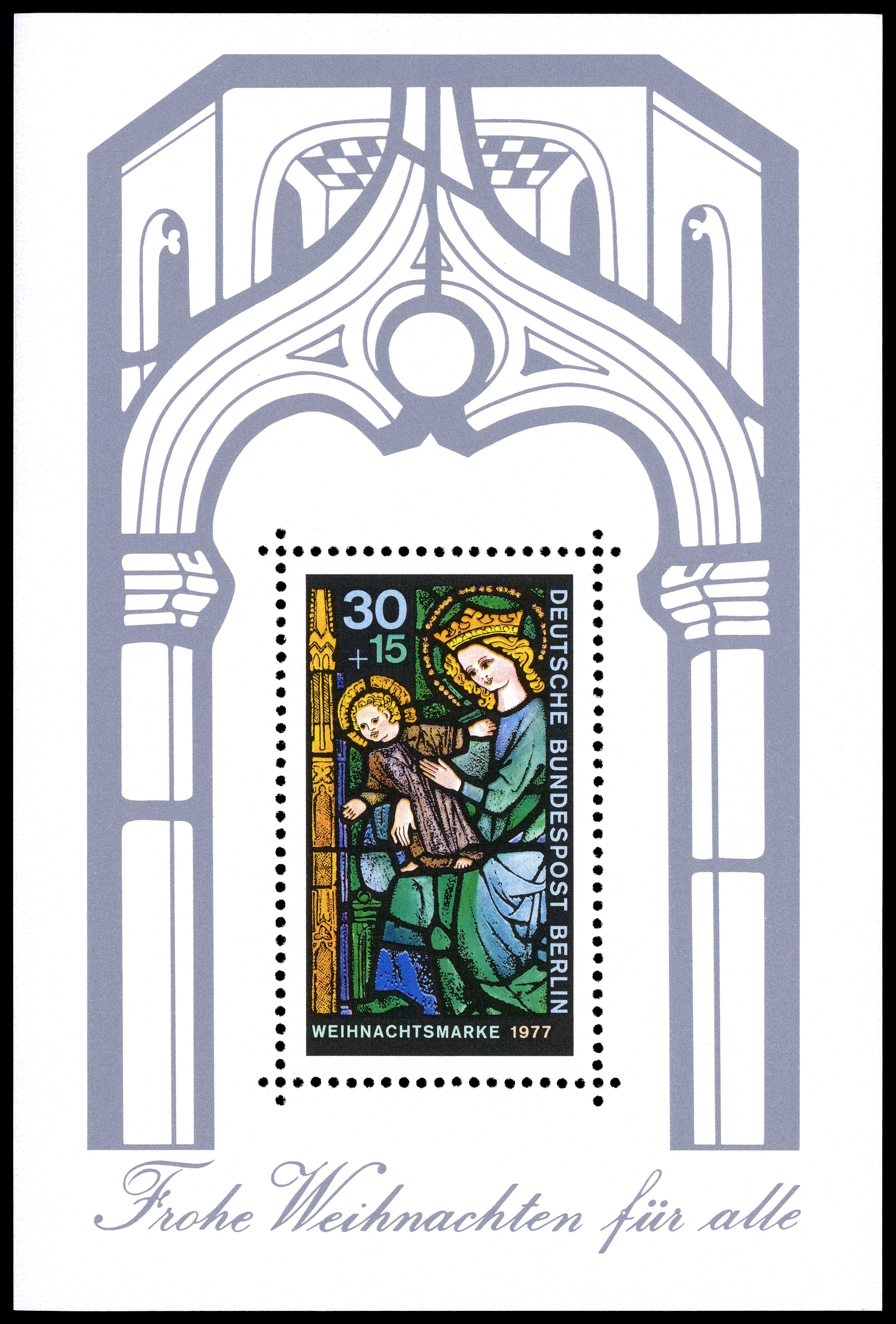
Frohe Weihnachten für alle
(Michel Block 6)

Der Briefmarken-Jahrgang 1977 der Deutschen Bundespost Berlin umfasste 19 Sondermarken, einen Briefmarkenblock und neun Dauermarken.
Alle Ausgaben dieses Jahrganges waren bis zum 31. Dezember 1991 frankaturgültig.
Der Nennwert der Marken betrug 15,60 DM; dazu kamen 2,05 DM als Zuschlag für wohltätige Zwecke.
Alle Dauermarken der neuen Serie „Burgen und Schlösser“ erschienen bis auf den Nennwert zu 20 Pfennig am gleichen Tag auch mit der Aufschrift Deutsche Bundespost.
Die jährliche Weihnachtsmarke erschien zum zweiten Mal nach 1976 als Briefmarkenblock.
Von den insgesamt 29 Motiven dieses Jahrgangs stammen 17 von Heinz Schillinger.

## Liste der Ausgaben und Motive
Legende
- Bild: Eine bearbeitete Abbildung der genannten Marke. Das Verhältnis der Größe der Briefmarken zueinander ist in diesem Artikel annähernd maßstabsgerecht dargestellt. Sollten keine Marken abgebildet sein, liegt es daran, dass das Urheberrecht des Künstlers noch nicht erloschen ist.
- Beschreibung: Eine Kurzbeschreibung des Motivs und/oder des Ausgabegrundes. Bei ausgegebenen Serien oder Blocks werden die zusammengehörigen Beschreibungen mit einer Markierung versehen eingerückt.
- Wert: Der Frankaturwert der einzelnen Marke in Pfennig. Ein „+“ bedeutet, dass es sich um eine Zuschlagsmarke handelt (= Frankaturwert + Spende).
- Ausgabedatum: Das Datum des erstmaligen Verkaufs dieser Briefmarke.
- Auflage: Soweit bekannt, wird hier die zum Verkauf angebotene Anzahl dieser Ausgabe angegeben.
- Entwurf: Soweit bekannt, wird hier angegeben, von wem der Entwurf dieser Marke stammt.
- Mi.-Nr.: Diese Briefmarke wird im Michel-Katalog unter der entsprechenden Nummer gelistet.

| Sondermarken | |                  |                       |                      |                             |                      |
| Bild         | Beschreibung                                                                                              | Werte in Pfennig | Ausgabe- datum (1977) | Auflage              | Entwurf                     | Mi.-Nr.              |
|              | 200. Geburtstag von Christian Daniel Rauch „Eugenie d'Alton“, Büste von Chr. D. Rauch                     | 50               | 13. Januar            | 7.500.000            | Joachim Hans Hiller         | 541                  |
|              | 100. Todestag von Eduard Gaertner Selbstporträt                                                           | 40               | 16. Februar           | 5.130.000            | Daniela von der Horst-Voigt | 542                  |
|              | 100. Geburtstag von Georg Kolbe Brunnenfigur, Plastik von G. Kolbe                                        | 30               | 14. April             | 12.120.000           | Ernst Finke                 | 543                  |
|              | Für die Jugend 1977: Deutsche Schiffe - Hansisches Schiff Bremer Kogge                                    | 30+15            | 14. April             | 2.876.000            | Heinz Schillinger           | 544                  |
|              | - Erstes deutsches Dampfschiff im Transatlantikdienst Helena Sloman                                       | 40+20            | 14. April             | 2.871.000            | Heinz Schillinger           | 545                  |
|              | - Luxus-Passagierschiff „Cap Polonio“                                                                     | 50+25            | 14. April             | 2.872.000            | Heinz Schillinger           | 546                  |
|              | - Massengutfrachter „Widar“                                                                               | 70+35            | 14. April             | 2.855.000            | Heinz Schillinger           | 547                  |
|              | Deutscher Evangelischer Kirchentag in Berlin Losung und Logo des Kirchentages                             | 40               | 17. Mai               | 7.000.000            | Bundesdruckerei Berlin      | 548                  |
|              | Internationale Funkausstellung Berlin (IFA) Telefon von 1905, moderner Fernsprechtischapparat             | 50               | 13. Juli              | 6.900.000            | Joachim Hans Hiller         | 549                  |
|              | 100 Jahre Deutsches Patentgesetz Reichspatentamt Berlin-Kreuzberg                                         | 60               | 13. Juli              | 7.000.000            | Ernst Finke                 | 550                  |
|              | Europäische Kunstausstellung in Berlin „Ohne Titel“, Gemälde von George Grosz                             | 70               | 13. Juli              | 6.850.000            | Bundesdruckerei Berlin      | 551                  |
|              | 25. Jahrestag der Wiedereröffnung des Aquariums im Berliner Zoo - Picassofisch Rhinecanthus aculeatus     | 20               | 16. August            | 18.700.000           | Daniela von der Horst-Voigt | 552                  |
|              | - Löffelstör Polyodon spathula                                                                            | 30               | 16. August            | 13.000.000           | Daniela von der Horst-Voigt | 553                  |
|              | - Strahlenschildkröte Testudo radiata                                                                     | 40               | 16. August            | 11.050.000           | Daniela von der Horst-Voigt | 554                  |
|              | - Nashornleguan Cyclura cornuta                                                                           | 50               | 16. August            | 12.250.000           | Daniela von der Horst-Voigt | 555                  |
|              | Wohlfahrtsmarken 1977: Wiesenblumen - Margerite Chrysanthemum leucanthemum                                | 30+15            | 13. Oktober           | 7.001.000            | Heinz Schillinger           | 556                  |
|              | - Sumpfdotterblume Caltha palustris                                                                       | 40+20            | 13. Oktober           | 6.932.000            | Heinz Schillinger           | 557                  |
|              | - Esparsette Onobrychis viciaefolia                                                                       | 50+25            | 13. Oktober           | 8.652.000            | Heinz Schillinger           | 558                  |
|              | - Vergissmeinnicht Myosotis palustris                                                                     | 70+35            | 13. Oktober           | 4.481.000            | Heinz Schillinger           | 559                  |
|              | Briefmarkenblock – Weihnachtsmarke 1977 Maria mit dem Kinde, Glasfensterausschnitt aus St. Gereon in Köln | 30+15            | 10. November          | 6.202.000            | Claus Hansmann              | Block 6 560          |
| Dauermarken  | |                  |                       |                      |                             |                      |
| Bild         | Beschreibung                                                                                              | Werte in Pfennig | Ausgabe- datum (1977) | Auflage Berlin, Bund | Entwurf                     | Mi.-Nr. Berlin, Bund |
|              | Dauermarkenserie: Burgen und Schlösser - Schloss Glücksburg                                               | 10               | 14. April             |                      | Heinz Schillinger           | 532 913              |
|              | - Schloss Pfaueninsel Berlin                                                                              | 20               | 14. April             |                      | Heinz Schillinger           | 533 995              |
|              | - Burg Ludwigstein                                                                                        | 30               | 14. April             |                      | Heinz Schillinger           | 534 914              |
|              | - Burg Eltz                                                                                               | 40               | 16. Februar           |                      | Heinz Schillinger           | 535 915              |
|              | - Schloss Neuschwanstein                                                                                  | 50               | 17. Mai               |                      | Heinz Schillinger           | 536 916              |
|              | - Marksburg                                                                                               | 60               | 13. Januar            |                      | Heinz Schillinger           | 537 917              |
|              | - Wasserschloss Mespelbrunn                                                                               | 70               | 17. Mai               |                      | Heinz Schillinger           | 538 918              |
|              | - Schloss Pfaueninsel Berlin                                                                              | 190              | 16. Februar           |                      | Heinz Schillinger           | 539 919              |
|              | - Schloss Bürresheim                                                                                      | 200              | 13. Januar            |                      | Heinz Schillinger           | 540 920              |